# Эриксен, Эрик
Эрик Эриксен (дат. Erik Eriksen; 20 ноября 1902 — 7 октября 1972) — датский политик, глава правительства страны в 1950—1953 годах.

## Деятельность во главе правительства
Главным достижением его кабинета стал пересмотр датской конституции, изменения в которую были приняты во время референдума 1953 года. Кроме того, был принят закон о помощи молодым семьям. После этого бывший лидер партии Венстре и бывший государственный министр Кнуд Кристенсен вышел из рядов партии и создал собственную политическую силу — Независимую партию. Это позволило Социал-демократам Ханса Хеттофта снова прийти к власти.
После 1953 года Эриксен продолжил заниматься политической деятельностью, уже в качестве лидера оппозиции. Впоследствии оказалось, что его сотрудничество с консерваторами помешало совместным действиям с партией Радикальная Венстре. Поэтому он ушел с поста лидера своей партии в 1965 году, его заменил Поуль Хартлинг.